# Shin seiki Evangelion 2
Shin seiki Evangelion 2 (新世紀エヴァンゲリオン2?, Shin seiki Evangerion Tsū) è un videogioco giapponese per PlayStation 2, sviluppato dalla Alfa System e pubblicato dalla Bandai. Si tratta di un videogioco di ruolo alla giapponese ispirato all'anime Neon Genesis Evangelion che permette al giocatore di seguire alcuni personaggi (come Shinji Ikari, Asuka Sōryū Langley, ecc.) attraverso multiple versioni della trama principale della serie televisiva. La versione per PlayStation Portable è stata pubblicata nel 2006 con il titolo Neon Genesis Evangelion 2 -Another Cases-.

## Modalità di gioco
Il giocatore controlla l'Evangelion all'interno di una grande mappa, finché non si incappa in un avversario. Al giocatore viene data una lista di azioni, fra le quali il giocatore può scegliere di attaccare il nemico. Una volta che un attacco è stato deciso, viene mostrata una sequenza animata in computer grafica in cui viene mostrato l'attacco dell'Eva. Inoltre il gioco segue alcuni archi narrativi, nei quali il giocatore può scegliere fra una serie di personaggi da utilizzare nella modalità storia. Per esempio i tre personaggi principali, Shinji Ikari, Rei Ayanami ed Asuka Sōryū Langley, sono selezionabili dall'inizio, mentre gli altri sono sbloccabili man mano che si verificano alcuni eventi nel gioco.